# Patrickson Delgado
Patrickson Luiggy Delgado Villa (Ibarra, 17 oktober 2003) is een Ecuadoraanse voetballer die als middenvelder speelt. Sinds januari 2022 wordt Delgado door CSD Independiente del Valle verhuurd aan AFC Ajax. 

## Clubcarrière

### Independiente del Valle
Patrickson Delgado doorliep de jeugdopleiding van CSD Independiente del Valle. Gedurende het seizoen 2021 debuteerde Delgado namens het tweede elftal van Independiente del Valle, CD Independiente Juniors, in het betaalde voetbal. Hij kwam in de Ecuadoraanse Serie B tot 41 wedstrijden en scoorde daarin 5 doelpunten. 

### Verhuur aan Ajax
Op 28 januari 2022 werd bekendgemaakt dat AFC Ajax Delgado voor de duur van anderhalf seizoen, tot en met de zomer van 2023, huurt van Independiente del Valle. Hier sloot hij aan bij Jong Ajax, waar hij op 11 maart debuteerde in de met 3-3 gelijk gespeelde wedstrijd tegen FC Dordrecht. 

## Clubstatistieken

### Beloften
| Seizoen         | Club                     | Land               | Competitie      | Competitie | Competitie | Beker | Beker | Internationaal | Internationaal | Overig | Overig | Totaal | Totaal |
| Seizoen         | Club                     | Land               | Competitie      | Wed.       | Dlp.       | Wed.  | Dlp.  | Wed.           | Dlp.           | Wed.   | Dlp.   | Wed.   | Dlp.   |
| --------------- | ------------------------ | ------------------ | --------------- | ---------- | ---------- | ----- | ----- | -------------- | -------------- | ------ | ------ | ------ | ------ |
| 2021            | CD Independiente Juniors | Vlag van Ecuador   | Serie B         | 41         | 5          | 0     | 0     | 0              | 0              | 0      | 0      | 41     | 5      |
| Club totaal     | Club totaal              | Club totaal        | Club totaal     | 41         | 5          | 0     | 0     | 0              | 0              | 0      | 0      | 41     | 5      |
| 2021/22         | →Jong Ajax               | Vlag van Nederland | Eerste divisie  | 3          | 0          | 0     | 0     | 0              | 0              | 0      | 0      | 3      | 0      |
| Club totaal     | Club totaal              | Club totaal        | Club totaal     | 3          | 0          | 0     | 0     | 0              | 0              | 0      | 0      | 3      | 0      |
| Carrière totaal | Carrière totaal          | Carrière totaal    | Carrière totaal | 44         | 5          | 0     | 0     | 0              | 0              | 0      | 0      | 44     | 5      |

Bijgewerkt tot en met 4 april 2022

### Senioren
| Seizoen         | Club                    | Land               | Competitie      | Competitie | Competitie | Beker | Beker | Internationaal | Internationaal | Overig | Overig | Totaal | Totaal |
| Seizoen         | Club                    | Land               | Competitie      | Wed.       | Dlp.       | Wed.  | Dlp.  | Wed.           | Dlp.           | Wed.   | Dlp.   | Wed.   | Dlp.   |
| --------------- | ----------------------- | ------------------ | --------------- | ---------- | ---------- | ----- | ----- | -------------- | -------------- | ------ | ------ | ------ | ------ |
| 2021            | Independiente del Valle | Vlag van Ecuador   | Serie A         | 0          | 0          | 0     | 0     | 0              | 0              | 0      | 0      | 0      | 0      |
| Club totaal     | Club totaal             | Club totaal        | Club totaal     | 0          | 0          | 0     | 0     | 0              | 0              | 0      | 0      | 0      | 0      |
| 2021/22         | →AFC Ajax               | Vlag van Nederland | Eredivisie      | 0          | 0          | 0     | 0     | 0              | 0              | 0      | 0      | 0      | 0      |
| Club totaal     | Club totaal             | Club totaal        | Club totaal     | 0          | 0          | 0     | 0     | 0              | 0              | 0      | 0      | 0      | 0      |
| Carrière totaal | Carrière totaal         | Carrière totaal    | Carrière totaal | 0          | 0          | 0     | 0     | 0              | 0              | 0      | 0      | 0      | 0      |

Bijgewerkt tot en met 4 april 2022

## Interlandcarrière
Met het Ecuadoraans voetbalelftal onder 17 nam hij in 2019 deel aan het Zuid-Amerikaans kampioenschap voetbal onder 17 - 2019 en het Wereldkampioenschap voetbal onder 17 - 2019.
Beekman ·
Boerhout ·
Bounida ·
Bouwman ·
Brandes ·
Butera ·
Chahid ·
Chourak ·
El Hani ·
Faberski ·
Janse ·
Jermoumi ·
Jetten ·
Johnson ·
Kalokoh ·
Konadu ·
Van der Lans ·
Messori ·
Mokio ·
O'Niel ·
Oldenstam ·
Van de Pavert ·
Reverson ·
Setford ·
Speksnijder ·
Steur ·
Ugwu ·
Ünüvar ·
Verkuijl ·
Verschuren  ·
Vink ·
Wolff ·
Coach: Peereboom
· Assistent-coach: Emanuelson
· Assistent-coach: Rose
· Keeperstrainer: Postma